# Lago Verde, Chile
Lago Verde este o comună din provincia Coihaique, regiunea Aisén, Chile, cu o populație de 860 locuitori (2012) și o suprafață de 5622,3 km2.